# Picrella ignambiensis
Picrella ignambiensis är en vinruteväxtart som först beskrevs av André Guillaumin, och fick sitt nu gällande namn av Hartley & Mabb.. Picrella ignambiensis ingår i släktet Picrella och familjen vinruteväxter. Inga underarter finns listade i Catalogue of Life.